# Haliplus wallisi
Haliplus wallisi är en skalbaggsart. Haliplus wallisi ingår i släktet Haliplus och familjen vattentrampare. Inga underarter finns listade i Catalogue of Life.